# Chikkabettahalli, Kanakapura
Chikkabettahalli là một làng thuộc tehsil Kanakapura, huyện Ramanagara, bang Karnataka, Ấn Độ.